# Índice Global de Inovação

acima de 1
0 a 0.99
0 a −0.99
abaixo de −1
sem dados

O Índice Global de Inovação é uma medição global de índice mede o nível de inovação de cada país. É produzido juntamente pelo Grupo de Consulta de Boston (BCG), a Associação Nacional de Manufacturas (NAM), e o Instituto de Manufactura (MI) e a pesquisa afiliada apartidária da NAM. A NAM descreve o índice como "o mais amplo e abrangente índice para tal categoria"
O Índice Global de Inovação é parte de uma grande pesquisa que reflecte tanto os resultados da empresas como a habilidade do governo de encorajar e suportar inovação através da política pública
O estudo realizou um questionário com mais de mil executivos sénior das empresas membras do NAM de todas as indústias; entrevistas abrangentes com trinta dos executivos; e uma comparação com a "simpatia da inovação" de cento e dez países de todos os estados dos Estados Unidos. Os resultados foram publicados no relatório "The Innovation Imperative in Manufacturing: How the United States Can Restore Its Edge". (A inovação imperativa na manufactura: Como os Estados Unidos pode recuperar sua posição)
O relatório mostra não só o desempenho de cada país, mas também o que as empresas estão a fazer e o que devem estar a fazer para impulsionar a inovação. O índice reflecte indicadores relacionados à inovação, como estímulos em capital e políticas para imigração, educação e propriedade intelectual

## A posição dos grandes países
O último índice foi divulgado em março de 2009, onde o país classificado como o mais inovador foi a Coreia do Sul.. Para classificar as nações, o estudo mediu as inovações de entrada e de saída. As inovações de entrada incluem o governo e política fiscal, política educativa e o ambiente inovador. As inovações de saída incluem as patentes, a transferência de tecnologia, dentre outros; desempenho em negócios, como produtividade no trabalho, o total de retorno aos accionistas e o impacto das inovações na migração de negócios e no crescimento da economia. A seguinte lista é dos vinte grandes países  mais inovadores pelo Índice Global de Inovação:
| Posição | País           | Pontuação geral | Inovações de entrada | Desempenho de inovação |
| ------- | -------------- | --------------- | -------------------- | ---------------------- |
| 1       | Alemanha       | 2.26            | 1.75                 | 2.55                   |
| 2       | Estados Unidos | 1.80            | 1.28                 | 2.16                   |
| 3       | Japão          | 1.79            | 1.16                 | 2.25                   |
| 4       | Suécia         | 1.64            | 1.25                 | 1.88                   |
| 5       | Holanda        | 1.55            | 1.40                 | 1.55                   |
| 6       | Canadá         | 1.42            | 1.39                 | 1.32                   |
| 7       | Reino Unido    | 1.42            | 1.33                 | 1.37                   |
| 8       | Coreia do Sul  | 1.12            | 1.05                 | 1.09                   |
| 9       | França         | 1.12            | 1.17                 | 0.96                   |
| 10      | Austrália      | 1.02            | 0.89                 | 1.05                   |
| 11      | Espanha        | 0.93            | 0.83                 | 0.95                   |
| 12      | Bélgica        | 0.86            | 0.85                 | 0.79                   |
| 13      | Rússia         | 0.73            | 0.07                 | 1.32                   |
| 14      | Itália         | 0.21            | 0.16                 | 0.24                   |
| 15      | Índia          | 0.06            | 0.14                 | -0.02                  |
| 16      | China          | -0.09           | -0.02                | -0.16                  |
| 17      | México         | -0.16           | 0.11                 | -0.42                  |
| 18      | Turquia        | -0.21           | 0.15                 | -0.55                  |
| 19      | Indonésia      | -0.57           | -0.63                | -0.46                  |
| 20      | Brasil         | -0.59           | -0.62                | -0.51                  |

## A posição dos pequenos e grandes países
| Posição | País              | Pontuação geral | Inovações de entrada | Desempenho de inovação |
| ------- | ----------------- | --------------- | -------------------- | ---------------------- |
| 1       | Alemanha          | 2.45            | 2.74                 | 1.92                   |
| 2       | Coreia do Sul     | 2.26            | 1.75                 | 2.55                   |
| 3       | Suíça             | 2.23            | 1.51                 | 2.74                   |
| 4       | Islândia          | 2.17            | 2.14                 | 2.00                   |
| 5       | Irlanda           | 1.88            | 1.59                 | 1.99                   |
| 6       | Hong Kong         | 1.88            | 1.61                 | 1.97                   |
| 7       | Finlândia         | 1.87            | 1.76                 | 1.81                   |
| 8       | Estados Unidos    | 1.80            | 1.28                 | 2.16                   |
| 9       | Japão             | 1.79            | 1.16                 | 2.25                   |
| 10      | Suécia            | 1.64            | 1.25                 | 1.88                   |
| 11      | Dinamarca         | 1.60            | 1.55                 | 1.50                   |
| 12      | Holanda           | 1.55            | 1.40                 | 1.55                   |
| 13      | Luxemburgo        | 1.54            | 0.94                 | 2.00                   |
| 14      | Canadá            | 1.42            | 1.39                 | 1.32                   |
| 15      | Reino Unido       | 1.42            | 1.33                 | 1.37                   |
| 16      | Israel            | 1.36            | 1.26                 | 1.35                   |
| 17      | Áustria           | 1.15            | 1.38                 | 0.81                   |
| 18      | Noruega           | 1.14            | 1.48                 | 0.70                   |
| 19      | Singapura         | 1.12            | 1.05                 | 1.09                   |
| 20      | França            | 1.12            | 1.17                 | 0.96                   |
| 21      | Malásia           | 1.12            | 1.01                 | 1.12                   |
| 22      | Austrália         | 1.02            | 0.89                 | 1.05                   |
| 23      | Estónia           | 0.94            | 1.50                 | 0.29                   |
| 24      | Espanha           | 0.93            | 0.83                 | 0.95                   |
| 25      | Bélgica           | 0.86            | 0.85                 | 0.79                   |
| 26      | Nova Zelândia     | 0.77            | 0.79                 | 0.69                   |
| 27      | Rússia            | 0.73            | 0.07                 | 1.32                   |
| 28      | Chipre            | 0.63            | 0.64                 | 0.56                   |
| 29      | Portugal          | 0.60            | 0.92                 | 0.22                   |
| 30      | Qatar             | 0.52            | 0.86                 | 0.13                   |
| 31      | Hungria           | 0.51            | 0.80                 | 0.18                   |
| 32      | República Checa   | 0.41            | 0.88                 | -0.10                  |
| 33      | Eslovénia         | 0.37            | 0.47                 | 0.24                   |
| 34      | África do Sul     | 0.33            | 0.15                 | 0.47                   |
| 35      | Bahrain           | 0.27            | 0.78                 | -0.26                  |
| 36      | Eslováquia        | 0.21            | 0.72                 | -0.31                  |
| 37      | Chile             | 0.21            | 0.36                 | 0.04                   |
| 38      | Itália            | 0.21            | 0.16                 | 0.24                   |
| 39      | Malta             | 0.20            | -0.21                | 0.59                   |
| 40      | Lituânia          | 0.16            | 0.71                 | -0.40                  |
| 41      | Tunísia           | 0.14            | 0.57                 | -0.30                  |
| 42      | Grécia            | 0.12            | 0.01                 | 0.23                   |
| 43      | Letónia           | 0.12            | 0.38                 | -0.14                  |
| 44      | Tailândia         | 0.12            | -0.12                | 0.35                   |
| 45      | Ilhas Maurício    | 0.06            | 0.48                 | -0.36                  |
| 46      | Índia             | 0.06            | 0.14                 | -0.02                  |
| 47      | Kuwait            | 0.06            | 0.46                 | -0.35                  |
| 48      | Croácia           | -0.03           | 0.21                 | -0.26                  |
| 49      | China             | -0.09           | -0.02                | -0.16                  |
| 50      | Arábia Saudita    | -0.12           | 0.57                 | -0.79                  |
| 51      | Trindade e Tobago | -0.12           | -0.42                | 0.20                   |
| 52      | Polónia           | -0.12           | 0.22                 | -0.44                  |
| 53      | Bulgária          | -0.13           | 0.23                 | -0.48                  |
| 54      | Filipinas         | -0.15           | -0.76                | 0.48                   |
| 55      | Oman              | -0.15           | 0.27                 | -0.56                  |
| 56      | Jordan            | -0.15           | -0.04                | -0.26                  |
| 57      | México            | -0.16           | 0.11                 | -0.42                  |
| 58      | Turquia           | -0.21           | 0.15                 | -0.55                  |
| 59      | Lesoto            | -0.22           | -1.01                | 0.59                   |
| 60      | Cazaquistão       | -0.23           | -0.51                | 0.07                   |
| 61      | Romania           | -0.29           | 0.22                 | -0.77                  |
| 62      | Costa Rica        | -0.39           | -0.57                | -0.18                  |
| 63      | Panamá            | -0.43           | -0.48                | -0.34                  |
| 64      | Ucrânia           | -0.45           | -0.13                | -0.73                  |
| 65      | Egipto            | -0.47           | -0.46                | -0.43                  |
| 66      | Bósnia            | -0.47           | -0.50                | -0.40                  |
| 67      | Albânia           | -0.49           | -0.58                | -0.34                  |
| 68      | Azerbaijão        | -0.54           | -0.48                | -0.54                  |
| 69      | Sri Lanka         | -0.56           | -0.61                | -0.46                  |
| 70      | Marrocos          | -0.57           | -0.55                | -0.54                  |
| 71      | Indonésia         | -0.57           | -0.63                | -0.46                  |
| 72      | Brasil            | -0.59           | -0.62                | -0.51                  |
| 73      | Vietname          | -0.65           | -1.09                | -0.16                  |
| 74      | Colômbia          | -0.66           | -0.95                | -0.30                  |
| 75      | Arménia           | -0.66           | -0.75                | -0.52                  |
| 76      | Macedónia         | -0.68           | -0.13                | -1.17                  |
| 77      | Geórgia           | -0.72           | -0.48                | -0.88                  |
| 78      | Etiópia           | -0.75           | -1.16                | -0.27                  |
| 79      | Jamaica           | -0.75           | -0.72                | -0.72                  |
| 80      | El Salvador       | -0.77           | -0.59                | -0.88                  |
| 81      | Quirguistão       | -0.78           | -0.54                | -0.95                  |
| 82      | Honduras          | -0.79           | -0.64                | -0.85                  |
| 83      | Moldova           | -0.80           | -0.24                | -1.28                  |
| 84      | Paquistão         | -0.82           | -1.04                | -0.51                  |
| 85      | Argélia           | -0.83           | -0.87                | -0.70                  |
| 86      | Paraguai          | -0.89           | -0.63                | -1.07                  |
| 87      | Mongólia          | -0.90           | -0.71                | -1.01                  |
| 88      | Nigéria           | -0.95           | -0.91                | -0.90                  |
| 89      | Uruguai           | -0.95           | -0.76                | -1.06                  |
| 90      | Uganda            | -0.96           | -1.05                | -0.78                  |
| 91      | Burkina Faso      | -0.97           | -1.25                | -0.59                  |
| 92      | Argentina         | -0.97           | -0.96                | -0.90                  |
| 93      | Tajiquistão       | -0.99           | -1.04                | -0.86                  |
| 94      | Guatemala         | -0.99           | -0.94                | -0.96                  |
| 95      | Quénia            | -1.01           | -0.91                | -1.02                  |
| 96      | Bolívia           | -1.02           | -1.08                | -0.87                  |
| 97      | Síria             | -1.03           | -0.99                | -0.98                  |
| 98      | Nepal             | -1.05           | -1.23                | -0.77                  |
| 99      | Senegal           | -1.06           | -1.11                | -0.91                  |
| 100     | Peru              | -1.06           | -1.18                | -0.85                  |
| 101     | Namíbia           | -1.07           | -1.12                | -0.92                  |
| 102     | Equador           | -1.11           | -1.21                | -0.91                  |
| 103     | Madagascar        | -1.16           | -1.15                | -1.06                  |
| 104     | Nicarágua         | -1.18           | -1.22                | -1.02                  |
| 105     | Zâmbia            | -1.28           | -1.40                | -1.03                  |
| 106     | Benim             | -1.28           | -1.55                | -0.89                  |
| 107     | Camarões          | -1.32           | -1.77                | -0.74                  |
| 108     | Venezuela         | -1.37           | -1.50                | -1.10                  |
| 109     | Burundi           | -1.54           | -1.82                | -1.22                  |
| 110     | Zimbábue          | -1.63           | -1.63                | -1.48                  |